# Turów (gromada w powiecie częstochowskim)
Turów – dawna gromada, czyli najmniejsza jednostka podziału terytorialnego Polskiej Rzeczypospolitej Ludowej w latach 1954–1972.
Gromady, z gromadzkimi radami narodowymi (GRN) jako organami władzy najniższego stopnia na wsi, funkcjonowały od reformy reorganizującej administrację wiejską przeprowadzonej jesienią 1954 do momentu ich zniesienia z dniem 1 stycznia 1973, tym samym wypierając organizację gminną w latach 1954–1972.
Gromadę Turów z siedzibą GRN w Turowie utworzono – jako jedną z 8759 gromad na obszarze Polski – w powiecie częstochowskim w woj. stalinogrodzkim, na mocy uchwały nr 17/54 WRN w Stalinogrodzie z dnia 5 października 1954. W skład jednostki wszedł obszar dotychczasowej gromady Turów i kolonia Przymiłowice-Podgrabie z dotychczasowej gromady Przymiłowice ze zniesionej gminy Olsztyn oraz obszar dotychczasowej gromady Bukowno ze zniesionej gminy Żuraw w tymże powiecie, a także oddziały leśne nr nr 229 i 230 z Nadleśnictwa Złoty Potok. Dla gromady ustalono 11 członków gromadzkiej rady narodowej.
20 grudnia 1956 województwo stalinogrodzkie przemianowano (z powrotem) na katowickie.
31 grudnia 1959 gromadę zniesiono, a jej obszar włączono do gromady Olsztyn w tymże powiecie.